# David Barkin
David Barkin (Nueva York, 1942) es un economista mexicano por naturalización. Es Profesor Distinguido en la Universidad Autónoma Metropolitana (UAM-X)  en la Ciudad de México e investigador en el Departamento de Producción Económica en su unidad Xochimilco. Sus trabajos se orientan a la Economía Ecológica (EE), a la Economía Solidaria y a la Ecología Política.
Recibió su doctorado en economía en Yale University y ganó el Premio Nacional en Economía Política (1979) por su análisis de la inflación en México. Es miembro de la Academia Mexicana de Ciencias E Investigador Emérito del Sistema Nacional de Investigadores (SNI) en México. En 1974, fue miembro fundador del Centro de Ecodesarrollo, un centro de estudios creado por el CONACYT para promover la integración de consideraciones ambientales y ecológicas en las ciencias sociales.
Actualmente (2014-2016) es vicepresidente de la Sociedad Mesoamericana de Economía Ecológica, que es un capítulo regional de la Sociedad Internacional de Economía Ecológica (ISEE)
Sus investigaciones se enfocan en la construcción de un paradigma alternativo a la racionalidad económica capitalista y a las instituciones del proyecto civilizatorio occidental, que responda a la generación de bienestar en las comunidades, y contribuya a impulsar la diversidad social y económica así como la protección a la biodiversidad.
Barkin es un fuerte crítico de la versión conservadora de la EE, entendiendo esta como aquella que desconoce las relaciones de poder y la racionalidad económica capitalista como factores provocadores de la insustentabilidad, así como de algunas regiones de la misma ISEE y de la revista Economía Ecológica que la difunden. En respuesta, considera necesario abrir el debate sobre la pertinencia del marxismo como corpus compatible en la construcción de un pluralismo metodológico que alimente a la EE.
Es autor de varios libros y artículos traducidos a ocho idiomas, entre los que destacan: Inflación y democracia: El caso de México (1979), Riqueza, pobreza y desarrollo sustentable (1998), La construcción de soluciones locales para la justicia ambiental (2013) y La significación de una Economía Ecológica Radical (2012).